# What's Going On
What's Going On studijski je album američkog soul vokala Marvina Gayea, koji izlazi u svibnju 1971.g. Album What's Going On svojim izlaskom nameće nove standarde u soul glazbi. Svojim sadržajnim tekstom, kojim se obraćao ovisnicima, sirotinji i velikim dijelom ratu u Vijetnamu, album je pobudio direktne osjećaje kod publike. Iz cijeloga svijeta stizale su dobre kritike ostalih izvođača i publike što je album učinilo jednim od nezaboravnih u pop glazbi. 2003.g. Rolling Stone magazin album stavlja na šesto mjesto svoje Top liste i stavlja ga na popis 500 najboljih albuma za sva vremena.
What's Going On je prvi Gayev album koji se u potpunosti pripisuje njemu, kao producentu i izvođaču i sastoji se od devet skladbi. Materijal na albumu govori o vijetnamskom ratu, povratku veterana kući i njihovoj nepravdi koja ih je dočekala pri povratku. Gayev brat Frankie, nako tri godine vraća se nazad u vojsku 1970.g. Album je prvi kojeg objavljuje diskografska kuća "Motown Records" i studijsko sastava The Funk Brothers. 

## Popis pjesama
Producent na svim skladbama je Marvin Gaye.

### Strana A
1. "What's Going On" (Al Cleveland, Marvin Gaye, Renaldo Benson) – 3:52
2. "What's Happening Brother" (James Nyx, M. Gaye) – 2:44
3. "Flyin' High (In the Friendly Sky)" (M. Gaye, Anna Gordy Gaye, Elgie Stover) – 3:49
4. "Save the Children" (Cleveland, M. Gaye, Benson) – 4:03
5. "God Is Love" (M. Gaye, A. Gaye, Stover, Nyx) – 1:49
6. "Mercy Mercy Me (The Ecology)" (M. Gaye) – 3:14

### Strana B
1. "Right On" (Earl DeRouen, M. Gaye) – 7:31
2. "Wholy Holy" (Cleveland, M. Gaye, Benson) – 3:08
3. "Inner City Blues (Make Me Wanna Holler)" (M. Gaye, Nyx) – 5:26

## Izvođači
- Na svim skladbama prvi vokal izvodi Marvin Gaye
- Producent - Marvin Gaye
- Dirigent orkestara i aranžer - David Van De Pitte
- Prateći vokali:
  - Marvin Gaye
  - The Andantes (Jackie Hicks, Marlene Barrow, i Louvain Demps)
  - Mel Farr i Lem Barney iz Detroit Lionsa
  - Bobby Rogers
  - Elgie Stover
  - Kenneth Stover
- Instrumenti - The Funk Brothers
  - Marvin Gaye – pianino, bubnjevi, klavijature
  - James Jamerson – bas-gitara (U svim skladbama osim u "Mercy, Mercy Me" i "Inner City Blues")
  - Earl Van Dyke – pianino
  - Bob Babbitt – bas-gitara ("Mercy, Mercy Me" i "Inner City Blues")
  - Joe Messina – gitara
  - Robert White – gitara
  - Eli Fountain – alt saksofon
  - Wild Bill Moore – tenor saksofon
  - Chet Forest – bubnjevi
- Katherine Marking – grafički dizajn
- Alana Coghlan – grafički dizajn
- John Matousek – mastering
- James Hendin – fotografija
- Curtis McNair – Direktor slike

## Top lista singlova
| Naziv                                     | Informacije |
| ----------------------------------------- | --- |
| What's Going On                           | - SAD The Billboard 200 Pop Albumi #6 (1971.) - SAD Pop Albums #154 (1984.) - Top R&B Albums #1 (9 tjedana)                                                                  |
| "What's Going On"                         | - Tamla single 54201, 20. siječnja 1971. - B-strana: "God Is Love" (alt. verzija) - SAD Billboardova Hot 100 #2 - SAD R&B Singlovi #1 (5 tjedana)                            |
| "Mercy Mercy Me (The Ecology)"            | - Tamla single 54207, 10. lipnja 1971. - B-strana: "Sad Tomorrows" (alt. verzija u "Flyin' High (In the Friendly Sky)") - SAD Pop Singles #4 - SAD R&B Singles #1 (2 tjedna) |
| "Inner City Blues (Make Me Wanna Holler)" | - Tamla single 54209, rujan 1971. - B-strana: "Wholy Holy" - SAD Pop Singlovi #9 - SAD R&B Singlovi #1 (2 tjedna)                                                            |